# Bernières
Bernières is een gemeente in het Franse departement Seine-Maritime (regio Normandië) en telt 544 inwoners (1999). De plaats maakt deel uit van het arrondissement Le Havre.

## Geografie
De oppervlakte van Bernières bedraagt 6,6 km², de bevolkingsdichtheid is 82,4 inwoners per km².
De onderstaande kaart toont de ligging van Bernières met de belangrijkste infrastructuur en aangrenzende gemeenten.

## Demografie
Onderstaande figuur toont het verloop van het inwonertal (bron: INSEE-tellingen).